# Enrique Sorrel
Filidor Enrique Sorrel Contreras (Linares, 3 de febrero de 1912-Santiago, 26 de octubre de 1991) fue un futbolista y entrenador chileno. Apodado Tigre, jugaba en la posición de alero derecho y tenía como característica usar un gorrito blanco en cada partido.
Jugó en Audax Italiano y en Colo-Colo, en donde destacó y consiguió los torneos nacionales de 1937, 1939, 1941 y 1944 como jugador, y el de 1947 como entrenador.
Fue internacional con la selección chilena, y participó de los Campeonatos Sudamericanos de 1935, 1939 y 1941.

## Trayectoria
Comenzó a jugar fútbol en el Liceo de su ciudad natal, y luego pasó a defender a varios clubes como el Deportivo Brasil, Magallanes y Deportivo Arturo Prat, donde actuaba como insider derecho. Viajó a Santiago defendiendo los colores del seleccionado de la Sexta Zona en 1929, actuación que interesó al Audax Italiano, quien lo contrató ese mismo año. Con el club itálico participó de las giras a Mendoza en 1930, y de la gira por las tres Américas del año 1933.
De regreso a Chile, en 1934 fue transferido a Colo-Colo, y en su primera temporada hizo 8 goles. Fue artífice de los campeonatos de 1937, en donde aportó con 12 conquistas que ayudaron a que el cuadro albo se coronara de forma invicta, 1939, en el cual anotó 24 veces, el invicto de 1941, que vio a Sorrel marcar en 11 oportunidades, y el de 1944, en el que no tuvo mucha continuidad y solo convirtió un gol. Al año siguiente, solo pudo actuar en un único partido, frente a Santiago Morning. En este encuentro Sorrel se desgarró en los primeros minutos, y el público lanzó una silbatina al finalizar el encuentro. Al final de esa temporada Sorrel se retiró del fútbol.  Por Colo-Colo jugó 146 partidos en 12 temporadas, y anotó 116 goles.

### Entrenador
Sorrel decidió seguir los cursos de entrenador que daba la Dirección de Informaciones y Cultura del Gobierno (DIC). En 1947 regresó a Colo-Colo como director técnico en un plantel en el cual casi todos sus pupilos habían sido compañeros durante su etapa de jugador. Ese año consiguió guiar al equipo al título de campeón, a siete puntos de distancia del segundo. También fue técnica la temporada siguiente, pero esta vez terminó tercero.
En 1955 llegó a dirigir a San Luis de Quillota, y conquistó el título de Segunda División, lo que significó el primer ascenso para el cuadro canario. Años más tarde, en 1962, dirigió a Ñublense.

## Selección nacional
Fue internacional con la selección de fútbol de Chile entre los años 1935 y 1941, y participó en tres Campeonatos Sudamericanos: los de Lima en 1935 y 1939, y el de Santiago en 1941.

### Participaciones en Campeonatos Sudamericanos
| Sudamericano                 | Sede  | Resultado     | PJ | G |
| ---------------------------- | ----- | ------------- | -- | - |
| Campeonato Sudamericano 1935 | Perú  | Cuarto puesto | 1  | 0 |
| Campeonato Sudamericano 1939 | Perú  | Cuarto puesto | 4  | 2 |
| Campeonato Sudamericano 1941 | Chile | Tercer lugar  | 4  | 2 |

### Partidos internacionales
| 1     | 6 de enero de 1935    | Estadio Nacional, Lima, Perú      | Argentina  | 4-1 | Chile     |   | Campeonato Sudamericano 1935 |
| 2     | 15 de enero de 1939   | Estadio Nacional, Lima, Perú      | Paraguay   | 5-1 | Chile     |   | Campeonato Sudamericano 1939 |
| 3     | 22 de enero de 1939   | Estadio Nacional, Lima, Perú      | Perú       | 3-1 | Chile     |   | Campeonato Sudamericano 1939 |
| 4     | 29 de enero de 1939   | Estadio Nacional, Lima, Perú      | Uruguay    | 3-2 | Chile     |   | Campeonato Sudamericano 1939 |
| 5     | 5 de febrero de 1939  | Estadio Nacional, Lima, Perú      | Chile      | 4-1 | Ecuador   |   | Campeonato Sudamericano 1939 |
| 6     | 26 de febrero de 1939 | Estadio Nacional, Santiago, Chile | Chile      | 4-2 | Paraguay  |   | Amistoso                     |
| 7     | 2 de febrero de 1941  | Estadio Nacional, Santiago, Chile | Chile      | 5-0 | Ecuador   |   | Campeonato Sudamericano 1941 |
| 8     | 9 de febrero de 1941  | Estadio Nacional, Santiago, Chile | Chile      | 1-0 | Perú      |   | Campeonato Sudamericano 1941 |
| 9     | 16 de febrero de 1941 | Estadio Nacional, Santiago, Chile | Chile      | 0-2 | Uruguay   |   | Campeonato Sudamericano 1941 |
| 10    | 4 de marzo de 1941    | Estadio Nacional, Santiago, Chile | Chile      | 0-1 | Argentina |   | Campeonato Sudamericano 1941 |
| Total | Total                 | Total                             | Presencias | 10  | Goles     | 5 |                              |

## Clubes

### Como jugador
| Club           | País  | Año       |
| -------------- | ----- | --------- |
| Audax Italiano | Chile | 1929-1934 |
| Colo-Colo      | Chile | 1934-1945 |

### Como entrenador
| Club      | País  | Año       |
| --------- | ----- | --------- |
| Colo-Colo | Chile | 1947-1948 |
| San Luis  | Chile | 1955      |
| Ñublense  | Chile | 1962      |

## Palmarés

### Como jugador
| Título                  | Club      | País  | Año  |
| ----------------------- | --------- | ----- | ---- |
| Primera División        | Colo-Colo | Chile | 1937 |
| Campeonato de Apertura  | Colo-Colo | Chile | 1938 |
| Primera División        | Colo-Colo | Chile | 1939 |
| Campeonato de Apertura  | Colo-Colo | Chile | 1940 |
| Primera División        | Colo-Colo | Chile | 1941 |
| Primera División        | Colo-Colo | Chile | 1944 |
| Campeonato de Campeones | Colo-Colo | Chile | 1945 |

### Como entrenador
| Título           | Club      | País  | Año  |
| ---------------- | --------- | ----- | ---- |
| Primera División | Colo-Colo | Chile | 1947 |
| Segunda División | San Luis  | Chile | 1955 |

## Homenajes
Colo-Colo le dio una medalla «al mérito», que le fue entregada por el presidente Pedro Aguirre Cerda. Además, ganó un concurso de la revista Ercilla al deportista más popular.
El dibujante e historietista chileno Guido Vallejos se inspiró en el tigre Sorrel, y su característica gorra blanca, para crear uno de los personajes de Barrabases: Torito.